# Hamilton Highway
Der Hamilton Highway ist eine Fernstraße im Südwesten des australischen Bundesstaates Victoria. Er verbindet den Glenelg Highway in Hamilton mit dem Princes Highway in Geelong.

## Verlauf
In den östlichen Vororten von Hamilton zweigt der gleichnamige Highway vom Glenelg Highway (B160) nach Südosten ab. Durch Penshurst führt er nach Mortlake, wo der Hopkins Highway (B120) von Südwesten auf ihn trifft.
Von Mortlake aus führt der Hamilton Highway nach Osten weiter durch Lismore und Cressy nach Geelong, wo er auf den Princes Highway trifft und endet. Ursprünglich endete der Highway in der Hyland Street in Fyansford, einem westlichen Stadtteil von Geelong. 1931 / 1932, in der Zeit der Weltwirtschaftskrise, aber wurde eine Umgehungsstraße gebaut, um die Arbeitslosigkeit zu bekämpfen. 1933 wurde die in den Hang geschnittene, ursprünglich mit Betonoberfläche versehene Straße eröffnet, 54 Jahre nach der ersten Petition der Bevölkerung von Fyansford für den Bau dieser Straße.

## Bedeutung
Zusammen mit dem Abschnitt des Glenelg Highway von Hamilton nach Mullawa stellt der Hamilton Highway eine etwa 50 km kürzere Alternativroute zum Princes Highway zwischen Melbourne und Mount Gambier dar.

## Wichtige Kreuzungen und Anschlüsse
| Hamilton Highway |                               |                              |                                                                                       |
| Anschlüsse Richtung Westen | Entfernung nach Hamilton (km) | Entfernung nach Geelong (km) | Anschlüsse Richtung Osten                                                             |
| Kreuzung (im Uhrzeigersinn von Highway aus) Glenelg Highway nach Hamilton und Mount Gambier Hiller Lane Glenelg Highway nach Dunkeld und Ballarat                                                                                 |                               |                              |                                                                                       |
| Ende Hamilton Highway | 3                             | 231                          | Beginn Hamilton Highway                                                               |
| weiter als | 31                            | 203                          | Port Fairy, Warrnambool Penshurst-Warrnambool Road Macarthur Macarthur-Penshurst Road |
| Macarthur Macarthur-Penshurst Road Port Fairy, Warrnambool Penshurst-Warrnambool Road | 31                            | 203                          | Penshurst                                                                             |
| Penshurst | 31                            | 203                          | zusammen mit                                                                          |
| zusammen mit | 32                            | 202                          | Dunkeld Penshurst-Dunkeld Road                                                        |
| Dunkeld Penshurst-Dunkeld Road | 32                            | 202                          | weiter als                                                                            |
| Warrnambool Warrnambool-Caramut Road | 56                            | 178                          | Warrnambool Warrnambool-Caramut Road                                                  |
| Warrnambool Hopkins Highway | 87,5                          | 146,5                        | Warrnambool Hopkins Highway                                                           |
| Terang, Cobden Terang-Mortlake Road | 88.5                          | 145.5                        | Mortlake                                                                              |
| Mortlake | 88.5                          | 145.5                        | Terang, Cobden Terang-Mortlake Road                                                   |
| Lake Bolac, Ararat Mortlake-Ararat Road | 89                            | 145                          | Lake Bolac, Ararat Mortlake-Ararat Road                                               |
| Camperdown Darlington Road | 112                           | 122                          | Camperdown Darlington Road                                                            |
| EISENBAHNLINIE WESTERN STANDARD GAUGE | 130                           | 104                          | EISENBAHNLINIE WESTERN STANDARD GAUGE                                                 |
| Camperdown, Skipton Lismore-Skipton Road | 137                           | 97                           | Skipton, Camperdown Lismore-Skipton Road                                              |
| Camperdown Camperdown-Lismore Road | 139                           | 95                           | Lismore                                                                               |
| Lismore | 139                           | 95                           | Camperdown Camperdown-Lismore Road                                                    |
| Ballarat Lismore-Scarsdale Road | 144                           | 90                           | Ballarat Lismore-Scarsdale Road                                                       |
| EISENBAHNLINIE WESTERN STANDARD GAUGE | 159                           | 75                           | EISENBAHNLINIE WESTERN STANDARD GAUGE                                                 |
| Camperdown Foxhow Road | 162                           | 72                           | Camperdown Foxhow Road                                                                |
| weiter als | 168                           | 66                           | Cressy, Colac Colac-Ballarat Road                                                     |
| Cressy, Colac Colac-Ballarat Road | 168                           | 66                           | zusammen mit                                                                          |
| EISENBAHNLINIE WESTERN STANDARD GAUGE | 168                           | 66                           | EISENBAHNLINIE WESTERN STANDARD GAUGE                                                 |
| zusammen mit | 169                           | 65                           | Rokewood, Ballarat Colac-Ballarat Road                                                |
| Rokewood, Ballarat Colac-Ballarat Road | 169                           | 65                           | continues as                                                                          |
| Shelford, Rokewood Inverleigh-Shelford Road | 202                           | 32                           | Shelford Inverleigh-Shelford Road                                                     |
| Winchelsea Inverleigh-Winchelsea Road | 206                           | 28                           | Inverleigh                                                                            |
| Inverleigh | 206                           | 28                           | Winchelsea Inverleigh-Winchelsea Road                                                 |
| EISENBAHNLINIE WESTERN STANDARD GAUGE | 210                           | 24                           | EISENBAHNLINIE WESTERN STANDARD GAUGE                                                 |
| weiter als | 225,3                         | 8,7                          | Ballarat Friend In Hand Road                                                          |
| Ballarat Friend In Hand Road | 225,3                         | 8,7                          | zusammen mit                                                                          |
| zusammen mit | 225.6                         | 8.4                          | Ceres, Moriac Merrawarp Road                                                          |
| Ceres, Moriac Merrawarp Road | 225.6                         | 8.4                          | weiter als                                                                            |
| Ballarat Fyansford-Gheringhap Road | 228                           | 6                            | Ballarat Fyansford-Gheringhap Road                                                    |
| Melbourne Geelong Ring Road | 228,3                         | 5,7                          | Melbourne Geelong Ring Road                                                           |
| zur Torquay, Anglesea; Colac Geelong Ring Road | 228,6                         | 5,4                          | zur Torquay, Anglesea; Colac Geelong Ring Road                                        |
| Corio Hyland Street | 230                           | 4                            | Corio Hyland Street                                                                   |
| Belmont, Corio Shannon Avenue | 232,5                         | 1,5                          | Corio, Belmont Shannon Avenue                                                         |
| Beginn Hamilton Highway | 234                           | 0                            | Geelong                                                                               |
| Beginn Hamilton Highway | 234                           | 0                            | Ende Hamilton Highway                                                                 |
| Ampelkreuzung (im Uhrzeigersinn vom Highway aus) Latrobe Terrace (Princes Highway) nach Corio und Melbourne Ryrie Street zur Stadtmitte und nach Drysdale Latrobe Terrace (Princes Highway) nach Waurn Ponds und Great Ocean Road |                               |                              |                                                                                       |